# Semyra albipunctata
Semyra albipunctata är en fjärilsart som beskrevs av Erich Martin Hering 1931. Semyra albipunctata ingår i släktet Semyra och familjen snigelspinnare. Inga underarter finns listade i Catalogue of Life.